# Llista d'asteroides/154501-154600
| Nom      | Designació provisional | Data de descobriment | Lloc de descobriment | Descobridor/s     |
| -------- | ---------------------- | -------------------- | -------------------- | ----------------- |
| 154501 - | 2003 FR30              | 25 de març de 2003   | Haleakala            | NEAT              |
| 154502 - | 2003 FV30              | 30 de març de 2003   | Socorro              | LINEAR            |
| 154503 - | 2003 FQ35              | 23 de març de 2003   | Kitt Peak            | Spacewatch        |
| 154504 - | 2003 FF40              | 24 de març de 2003   | Kitt Peak            | Spacewatch        |
| 154505 - | 2003 FM41              | 25 de març de 2003   | Palomar              | NEAT              |
| 154506 - | 2003 FC42              | 30 de març de 2003   | Socorro              | LINEAR            |
| 154507 - | 2003 FT47              | 24 de març de 2003   | Kitt Peak            | Spacewatch        |
| 154508 - | 2003 FC49              | 24 de març de 2003   | Haleakala            | NEAT              |
| 154509 - | 2003 FT54              | 25 de març de 2003   | Haleakala            | NEAT              |
| 154510 - | 2003 FZ55              | 26 de març de 2003   | Palomar              | NEAT              |
| 154511 - | 2003 FG56              | 26 de març de 2003   | Palomar              | NEAT              |
| 154512 - | 2003 FH56              | 26 de març de 2003   | Palomar              | NEAT              |
| 154513 - | 2003 FM57              | 26 de març de 2003   | Kitt Peak            | Spacewatch        |
| 154514 - | 2003 FQ57              | 26 de març de 2003   | Palomar              | NEAT              |
| 154515 - | 2003 FM62              | 26 de març de 2003   | Palomar              | NEAT              |
| 154516 - | 2003 FS63              | 26 de març de 2003   | Socorro              | LINEAR            |
| 154517 - | 2003 FO69              | 26 de març de 2003   | Palomar              | NEAT              |
| 154518 - | 2003 FM71              | 26 de març de 2003   | Kitt Peak            | Spacewatch        |
| 154519 - | 2003 FS78              | 27 de març de 2003   | Socorro              | LINEAR            |
| 154520 - | 2003 FP82              | 27 de març de 2003   | Palomar              | NEAT              |
| 154521 - | 2003 FW83              | 27 de març de 2003   | Campo Imperatore     | CINEOS            |
| 154522 - | 2003 FL91              | 29 de març de 2003   | Anderson Mesa        | LONEOS            |
| 154523 - | 2003 FF92              | 29 de març de 2003   | Anderson Mesa        | LONEOS            |
| 154524 - | 2003 FV98              | 30 de març de 2003   | Socorro              | LINEAR            |
| 154525 - | 2003 FZ106             | 27 de març de 2003   | Anderson Mesa        | LONEOS            |
| 154526 - | 2003 FO107             | 30 de març de 2003   | Socorro              | LINEAR            |
| 154527 - | 2003 FO109             | 31 de març de 2003   | Anderson Mesa        | LONEOS            |
| 154528 - | 2003 FN114             | 31 de març de 2003   | Socorro              | LINEAR            |
| 154529 - | 2003 FW114             | 31 de març de 2003   | Anderson Mesa        | LONEOS            |
| 154530 - | 2003 FH115             | 31 de març de 2003   | Anderson Mesa        | LONEOS            |
| 154531 - | 2003 FD117             | 24 de març de 2003   | Kitt Peak            | Spacewatch        |
| 154532 - | 2003 FV120             | 25 de març de 2003   | Anderson Mesa        | LONEOS            |
| 154533 - | 2003 FC121             | 25 de març de 2003   | Anderson Mesa        | LONEOS            |
| 154534 - | 2003 FS127             | 31 de març de 2003   | Catalina             | CSS               |
| 154535 - | 2003 GH1               | 1 d'abril de 2003    | Socorro              | LINEAR            |
| 154536 - | 2003 GC7               | 1 d'abril de 2003    | Socorro              | LINEAR            |
| 154537 - | 2003 GV7               | 2 d'abril de 2003    | Haleakala            | NEAT              |
| 154538 - | 2003 GY8               | 1 d'abril de 2003    | Socorro              | LINEAR            |
| 154539 - | 2003 GM10              | 3 d'abril de 2003    | Anderson Mesa        | LONEOS            |
| 154540 - | 2003 GF13              | 2 d'abril de 2003    | Haleakala            | NEAT              |
| 154541 - | 2003 GU14              | 2 d'abril de 2003    | Haleakala            | NEAT              |
| 154542 - | 2003 GX26              | 4 d'abril de 2003    | Kitt Peak            | Spacewatch        |
| 154543 - | 2003 GZ28              | 4 d'abril de 2003    | Kitt Peak            | Spacewatch        |
| 154544 - | 2003 GP33              | 4 d'abril de 2003    | Cerro Tololo         | Deep Lens Survey  |
| 154545 - | 2003 GC35              | 8 d'abril de 2003    | Socorro              | LINEAR            |
| 154546 - | 2003 GL36              | 5 d'abril de 2003    | Kitt Peak            | Spacewatch        |
| 154547 - | 2003 GC37              | 6 d'abril de 2003    | Anderson Mesa        | LONEOS            |
| 154548 - | 2003 GP37              | 7 d'abril de 2003    | Socorro              | LINEAR            |
| 154549 - | 2003 GK38              | 5 d'abril de 2003    | Anderson Mesa        | LONEOS            |
| 154550 - | 2003 GT43              | 9 d'abril de 2003    | Socorro              | LINEAR            |
| 154551 - | 2003 GC44              | 9 d'abril de 2003    | Socorro              | LINEAR            |
| 154552 - | 2003 GX47              | 8 d'abril de 2003    | Socorro              | LINEAR            |
| 154553 - | 2003 GO50              | 5 d'abril de 2003    | Kitt Peak            | Spacewatch        |
| 154554 - | 2003 GC52              | 1 d'abril de 2003    | Kitt Peak            | M. W. Buie        |
| 154555 - | 2003 HA                | 21 d'abril de 2003   | Socorro              | LINEAR            |
| 154556 - | 2003 HZ5               | 22 d'abril de 2003   | Goodricke-Pigott     | J. W. Kessel      |
| 154557 - | 2003 HB8               | 24 d'abril de 2003   | Anderson Mesa        | LONEOS            |
| 154558 - | 2003 HR8               | 25 d'abril de 2003   | Anderson Mesa        | LONEOS            |
| 154559 - | 2003 HL10              | 25 d'abril de 2003   | Anderson Mesa        | LONEOS            |
| 154560 - | 2003 HV11              | 25 d'abril de 2003   | Anderson Mesa        | LONEOS            |
| 154561 - | 2003 HS16              | 24 d'abril de 2003   | Anderson Mesa        | LONEOS            |
| 154562 - | 2003 HD19              | 26 d'abril de 2003   | Kitt Peak            | Spacewatch        |
| 154563 - | 2003 HS27              | 25 d'abril de 2003   | Kitt Peak            | Spacewatch        |
| 154564 - | 2003 HR28              | 26 d'abril de 2003   | Haleakala            | NEAT              |
| 154565 - | 2003 HO30              | 28 d'abril de 2003   | Socorro              | LINEAR            |
| 154566 - | 2003 HR30              | 28 d'abril de 2003   | Haleakala            | NEAT              |
| 154567 - | 2003 HC31              | 26 d'abril de 2003   | Kitt Peak            | Spacewatch        |
| 154568 - | 2003 HG32              | 26 d'abril de 2003   | Socorro              | LINEAR            |
| 154569 - | 2003 HF33              | 26 d'abril de 2003   | Kitt Peak            | Spacewatch        |
| 154570 - | 2003 HC38              | 28 d'abril de 2003   | Kitt Peak            | Spacewatch        |
| 154571 - | 2003 HR40              | 29 d'abril de 2003   | Socorro              | LINEAR            |
| 154572 - | 2003 HV40              | 29 d'abril de 2003   | Socorro              | LINEAR            |
| 154573 - | 2003 HF41              | 29 d'abril de 2003   | Socorro              | LINEAR            |
| 154574 - | 2003 HM44              | 27 d'abril de 2003   | Anderson Mesa        | LONEOS            |
| 154575 - | 2003 HD49              | 30 d'abril de 2003   | Kitt Peak            | Spacewatch        |
| 154576 - | 2003 HV50              | 28 d'abril de 2003   | Socorro              | LINEAR            |
| 154577 - | 2003 HD54              | 24 d'abril de 2003   | Anderson Mesa        | LONEOS            |
| 154578 - | 2003 HL54              | 24 d'abril de 2003   | Anderson Mesa        | LONEOS            |
| 154579 - | 2003 HF55              | 25 d'abril de 2003   | Kitt Peak            | Spacewatch        |
| 154580 - | 2003 HT55              | 23 d'abril de 2003   | Bergisch Gladbach    | Bergisch Gladbach |
| 154581 - | 2003 JX3               | 3 de maig de 2003    | Reedy Creek          | J. Broughton      |
| 154582 - | 2003 JX7               | 2 de maig de 2003    | Socorro              | LINEAR            |
| 154583 - | 2003 JC12              | 5 de maig de 2003    | Kitt Peak            | Spacewatch        |
| 154584 - | 2003 KB9               | 26 de maig de 2003   | Kitt Peak            | Spacewatch        |
| 154585 - | 2003 KW14              | 25 de maig de 2003   | Kitt Peak            | Spacewatch        |
| 154586 - | 2003 KB16              | 28 de maig de 2003   | Catalina             | CSS               |
| 154587 - | 2003 KL22              | 30 de maig de 2003   | Cerro Tololo         | M. W. Buie        |
| 154588 - | 2003 KC34              | 26 de maig de 2003   | Kitt Peak            | Spacewatch        |
| 154589 - | 2003 MX2               | 25 de juny de 2003   | Socorro              | LINEAR            |
| 154590 - | 2003 MA3               | 26 de juny de 2003   | Haleakala            | NEAT              |
| 154591 - | 2003 MF5               | 26 de juny de 2003   | Socorro              | LINEAR            |
| 154592 - | 2003 NS1               | 2 de juliol de 2003  | Socorro              | LINEAR            |
| 154593 - | 2003 NK4               | 3 de juliol de 2003  | Kitt Peak            | Spacewatch        |
| 154594 - | 2003 OB                | 18 de juliol de 2003 | Siding Spring        | R. H. McNaught    |
| 154595 - | 2003 OZ                | 20 de juliol de 2003 | Socorro              | LINEAR            |
| 154596 - | 2003 OP9               | 24 de juliol de 2003 | Campo Imperatore     | CINEOS            |
| 154597 - | 2003 OD16              | 23 de juliol de 2003 | Palomar              | NEAT              |
| 154598 - | 2003 OY26              | 24 de juliol de 2003 | Palomar              | NEAT              |
| 154599 - | 2003 OY29              | 24 de juliol de 2003 | Palomar              | NEAT              |
| 154600 - | 2003 PJ2               | 2 d'agost de 2003    | Haleakala            | NEAT              |